# Děčínský Sněžník
Der Děčínský Sněžník (deutsch: Hoher Schneeberg, auch Tetschner Schneeberg) bei Jílové (Eulau) in der tschechischen Region Ústecký kraj ist mit 722,8 m n.m. der höchste Berg des Elbsandsteingebirges.
Typisch für den Berg sind die steilen, kaum gegliederten Felswände seiner Flanken aus festem Sandstein. Auf dem Gipfelplateau steht seit 1864 ein Aussichtsturm (Schneebergturm).
Der Děčínský Sněžník ist aufgrund seiner Höhe, seiner Größe (das weitläufige Gipfelplateau umfasst eine Fläche von ca. 100 Hektar) und markanten Gestalt als Tafelberg, des auf dem Gipfel befindlichen Aussichtsturmes und seiner Dominanz insbesondere in Richtung Norden eine markante Landmarke.

## Geographische Lage
Der Děčínský Sněžník liegt im linkselbischen Teil des Elbsandsteingebirges. Sein Gipfel erhebt sich ungefähr 8 km westnordwestlich der an der Elbe  gelegenen Stadt Děčín (Tetschen). Auf der südwestlichen Bergflanke liegt das Dorf Sněžník (Schneeberg). Unterhalb des steilen Südabhanges befindet sich am Labe-Zufluss Jílovský potok (Eulabach) die Stadt Jílové (Eulau) und etwas weiter östlich Bynov als Stadtteil von Děčín. Nördlich verläuft die alte Landstraße zwischen Pirna und Děčín (ehem. Reichsstraße 177), welche seit 1945 an der nahen Grenze unterbrochen ist. Auf dem Berg liegen Teile des Landschaftsschutzgebiets Elbsandsteine. An seinem westlichen Abhang erstreckt sich ein Teil des Quellgebiets vom Sněžnický potok.

## Naturraum
Der Berg ist aus turonischem Sandstein aus der Oberkreide aufgebaut. Die Felsen seiner Flanken erheben sich auf allen Seiten mit etwa 25–30 Meter hohen Steilwänden über die Umgebung. Verwitterungsvorgänge haben insbesondere an der Südseite zur teilweisen Auflösung der Wände und dem Entstehen einzeln stehender Felsblöcke und Nadeln sowie von ausgedehnten Blockhalden geführt.
Sowohl an der Nord- wie der Südseite des Děčínský Sněžník finden sich zahlreiche Kluft- und Trümmerhöhlen. Die teils sehr großen Klufthöhlen waren im 20. Jahrhundert Schaupunkt bergbaulicher Aktivitäten (siehe Abschnitt Geologie und Bergbau).
Das Gipfelplateau misst etwa 1.600 mal 600 Meter und ist damit das größte Tafelbergplateau im Elbsandsteingebirge. Es fällt nach Nordosten leicht ab.
Das Plateau ist nahezu vollständig bewaldet. Die einst dominierenden Fichten starben in den 1980er Jahren aufgrund des sauren Regens ab. Sie sind mittlerweile teilweise nachgewachsen. Der Baumbestand wird aktuell aber auch von Birken, Vogelbeeren, Buchen und Lärchen bestimmt. Die Bäume sind insbesondere an den Rändern des Gipfelplateaus starken Winden und winterlichen Einflüssen wie Raueis ausgesetzt und weisen deutlich Wuchsformen als Windflüchter auf.
Der Děčínský Sněžník ist Ausgangspunkt eines Naturlehrpfades, der von hier aus in Richtung Westen mit einer Länge von ca. 25 Kilometern über Ostrov u Tisé (Eiland), Petrovice u Chabařovic (Peterswald) und Krásný Les (Schönwald) nach Adolfov (Adolfsgrün) führt.

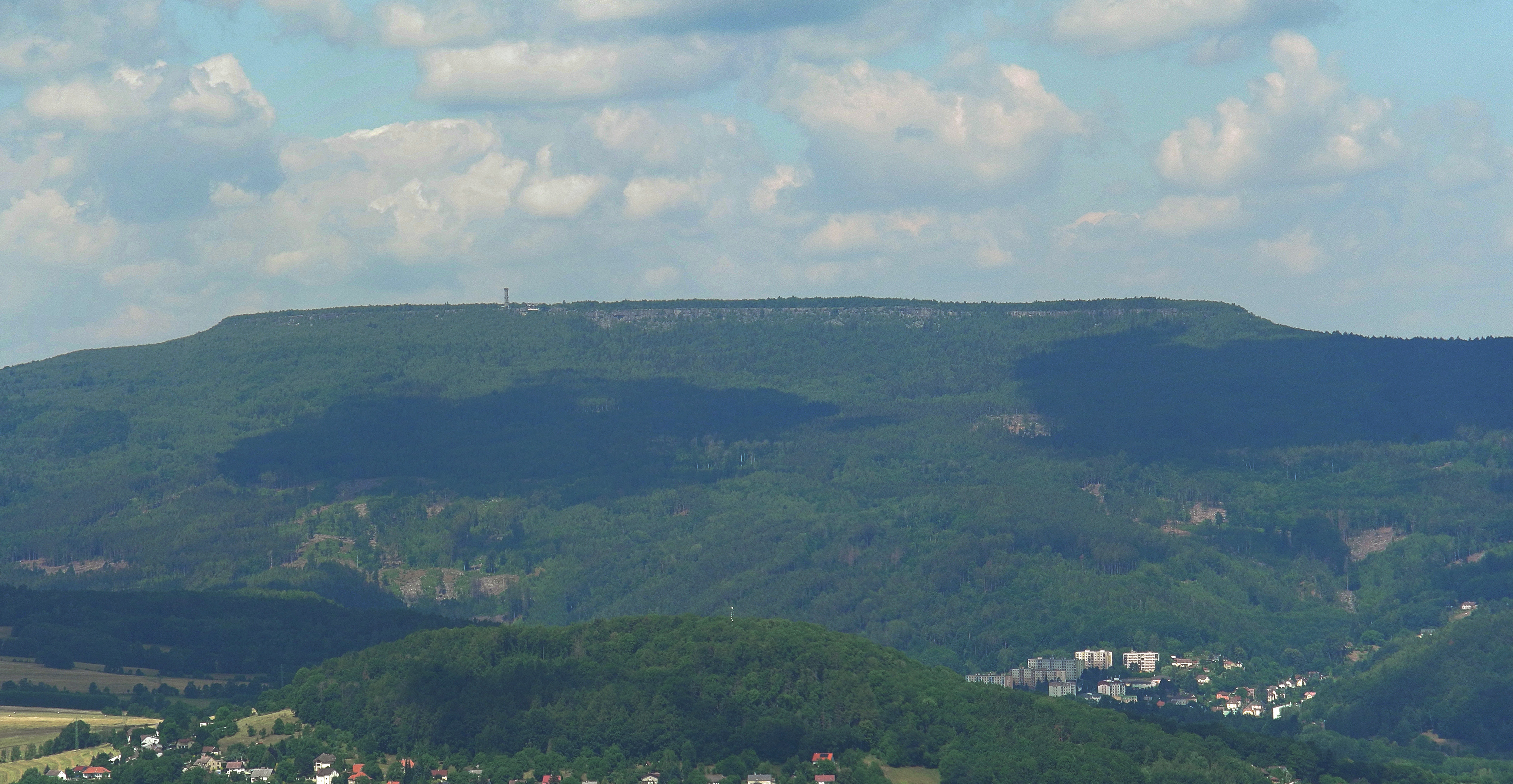
Blick von Südosten auf das lang gestreckte Tafelbergprofil mit den erkennbaren Felswänden
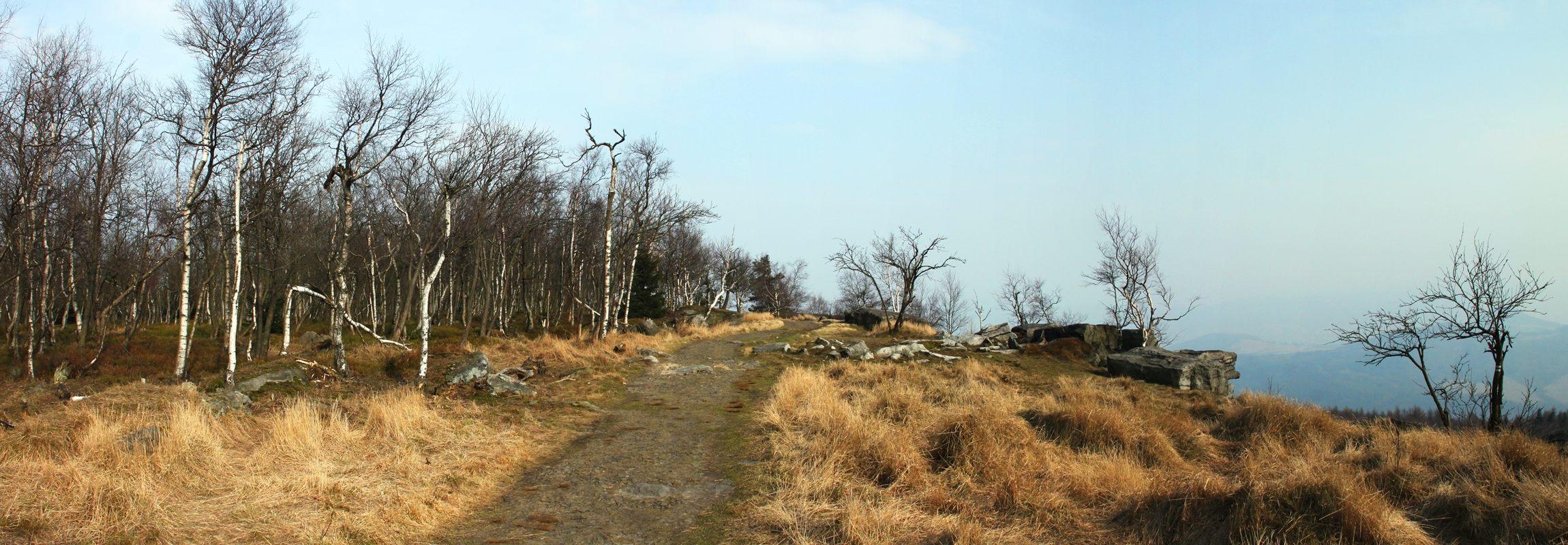
Waldbestand mit Birken an der Südwestwand
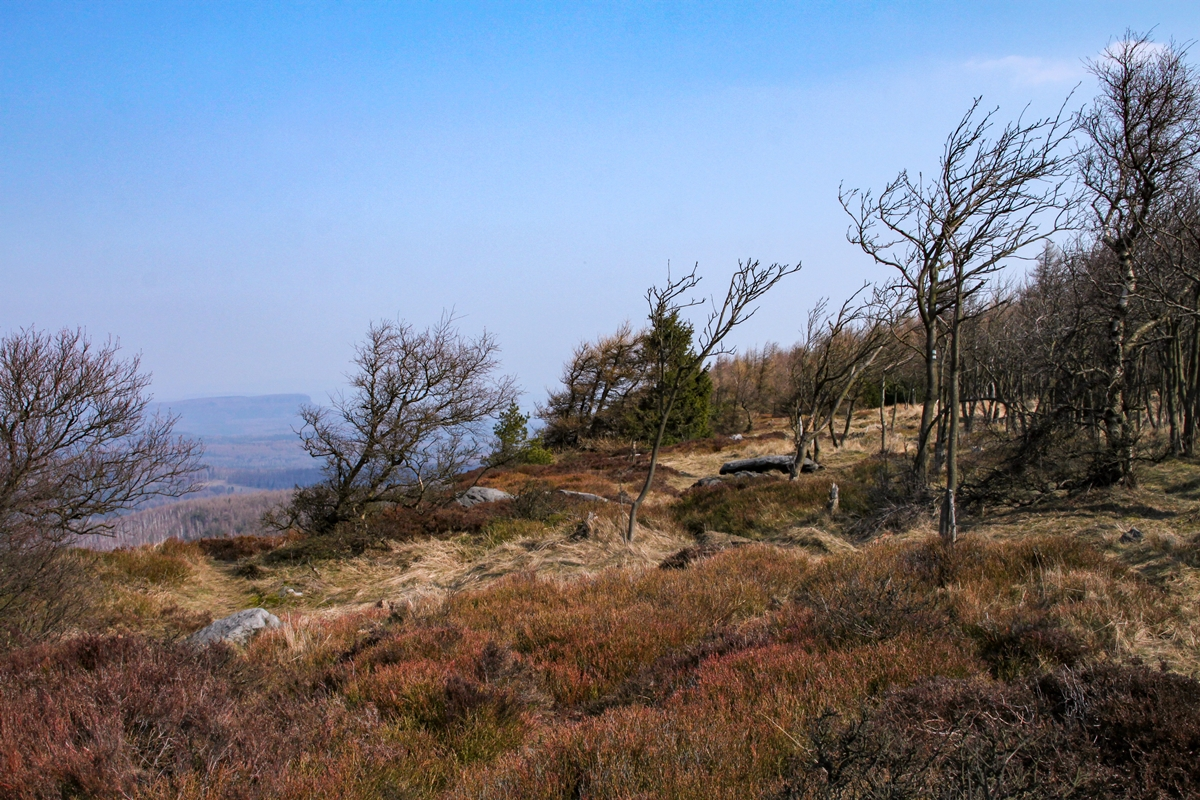
Waldbestand mit Windflüchtern an der Nordwestseite
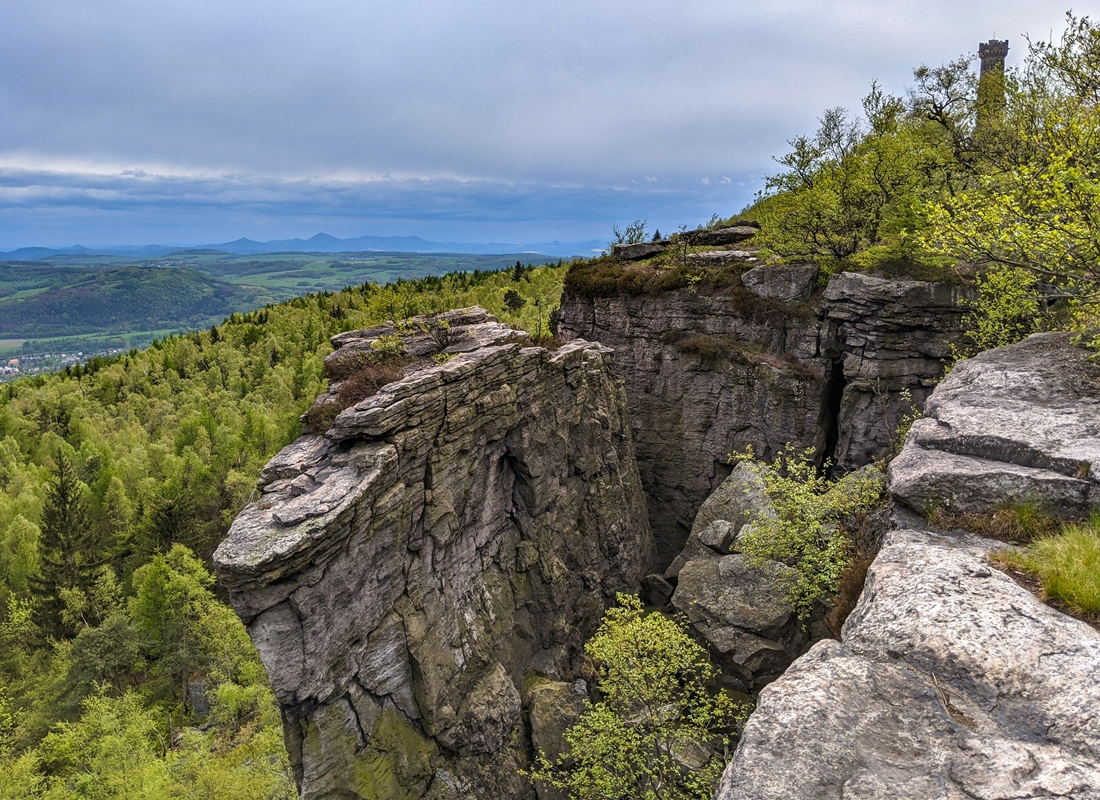
Felswand an der Südseite mit dem Felsmassiv „Psí stěna“ (Hundewand)
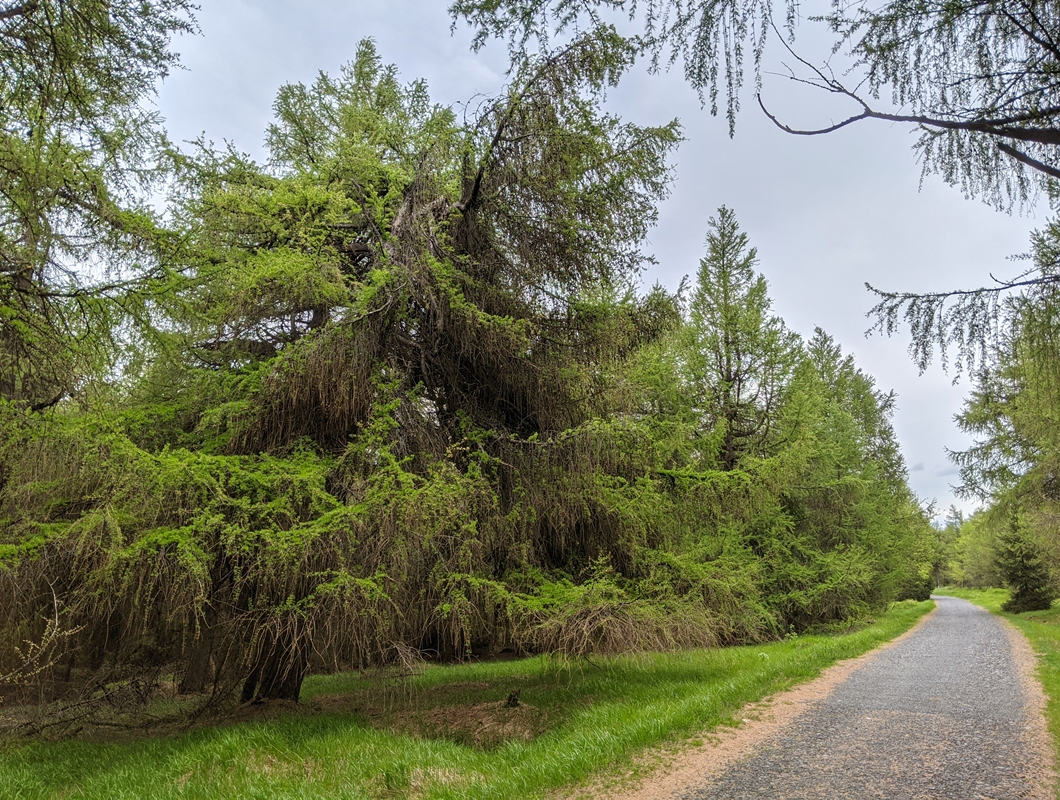
Fahrweg und Waldbestand mit Lärchen auf dem Gipfelplateau

## Geschichte
Am 22. September 1779 bestieg Kaiser Joseph II. mit seinem Gefolge von Děčín kommend den Děčínský Sněžník im Zuge einer Inspektionsreise durch Nordböhmen, in deren Ergebnis die Verteidigungsmöglichkeiten im Königreich Böhmen neu eingeschätzt werden sollten.
Im Zuge der touristischen Erschließung des Elbsandsteingebirges gelangten im beginnenden 19. Jahrhundert auch zunehmend Wanderer und Ausflügler auf den Berg. Wilhelm Leberecht Götzinger beschreibt das Gipfelplateau kurz nach 1800 als „...von Nadelholz und Heidelbeerkraut bedeckt...“ und rühmte die umfassende Aussicht vom Gipfelplateau.
Im Zuge der Österreichischen Landesvermessung wurde der Děčínský Sněžník Anfang des 19. Jahrhunderts in die Triangulierung einbezogen. Im Südwesten des Gipfelplateaus erinnert ein Triangulierungsstein an die damaligen Vermessungsarbeiten. Er ist mit der Jahreszahl „1808“ und den lateinischen Abkürzungen „Ast. Trig. Op.“ (Astronomica trigonometrica operatio), „Reg. Imp.“ (regnante imperatore) und „Franc. I.“ (Franciscus I.) als Verweis auf die „Astronomisch-Trigonometrischen Arbeiten 1808 unter der Herrschaft Kaiser Franz I. versehen.“ Über dem Triangulierungsstein wurde ein Holzturm als trigonometrisches Signal errichtet, der mit seiner Höhe von etwa 20 Metern über die Baumwipfelhöhe hinausreichte. Der Holzturm diente in den folgenden Jahren auch als Aussichtsturm, war aber um 1820 bereits wieder verfallen.
In den 1840er Jahren bestanden an drei Aussichten des Gipfelplateaus, darunter die Aussichten im Südwesten und Nordosten, drei Rindenhütten. Reiseführer aus dieser Zeit erwähnen den Wunsch nach einem Aussichtsturm:

„Ein thurmähnliches Gebäude, dass den Wald überragte und von welchem man die ganze Aussicht ringsum mit einemmale überblicken könnte, ist der vielfach geäußerte Wunsch der meisten Besucher dieses Berges.“

Als Mitte des 19. Jahrhunderts im Zusammenhang mit der Mitteleuropäischen Gradmessung in Böhmen (Franziszeische Landesaufnahme) und im Königreich Sachsen (Königlich-Sächsische Triangulirung) das Land neu vermessen werden sollte, bestand die Forderung der Vermessungskommission in der Durchlichtung des Waldes mit Schneisen in Richtung der umgebenden Vermessungspunkte, insbesondere in Richtung Kahleberg, oder der Errichtung eines mindestens 25 Meter hohen Turms bzw. Vermessungsgerüstes. Der Grundbesitzer des Bergers, Franz Anton Graf von Thun und Hohenstein, entschied sich zum Bau eines steinernen Turmes, welcher nicht nur als Vermessungspunkt, sondern auch zur Aussicht dienen sollte. Der 33 Meter hohe Turm wurde 1864 nach Plänen des sächsischen Oberlandesbaumeisters Karl Moritz Haenel errichtet. Er diente ab 1866 als Station 1. Ordnung Nr. 8 Schneeberg der Königlich-Sächsischen Triangulation. Dazu befand sich auf der Aussichtsplattform des Turms ein steinerner Vermessungspunkt, der nicht mehr existiert. Die Baukosten des Turmes beliefen sich auf ca. 20.000 Gulden.
Bereits 1865 eröffnete am Fuß des Turmes auch eine kleine Sommergaststätte. Diese wurde 1892 durch den Neubau einer Bergbaude im damals gerade in Mode gekommenen Schweizerstil ersetzt. In den folgenden Jahren entwickelte sich der Berg zu einem begehrten Ziel von Wanderern und Ausflüglern.
1936 konnte auf dem Aussichtsturm erstmals in Böhmen ein Fernsehsignal empfangen werden, welches zu den Olympischen Sommerspielen in Berlin ausgestrahlt wurde. Mit einem selbstgebauten Gerät konnte Professor Matthias Färber aus Bodenbach den Ton des Programms hören.
Mit der Vertreibung der Deutschen aus der Tschechoslowakei nach Ende des Zweiten Weltkrieges gestaltete sich der touristische Weiterbetrieb der Bergbaude schwierig, da der kleine Grenzverkehr zwischen der DDR und der CSSR und damit der grenzüberschreitende Wandertourismus aufgrund der weitgehenden Schließung und Sicherung der Grenze durch die CSSR stark eingeschränkt war. Bis in die 1970er Jahre wurde die Bergbaude noch bewirtschaftet, danach setzte der Verfall ein. 1986 wurde sie abgerissen. Auch der Zustand des Aussichtsturmes verschlechterte sich stetig, so dass dieser Ende der 1980er Jahre gesperrt wurde. Erst nach der politischen Wende im Jahr 1989 wurde der Verfall gestoppt. Im Jahr 1992 wurde der nun unter Denkmalschutz stehende Turm umfassend erneuert und 1999 entstand an historischer Stelle auch ein neues Berggasthaus.

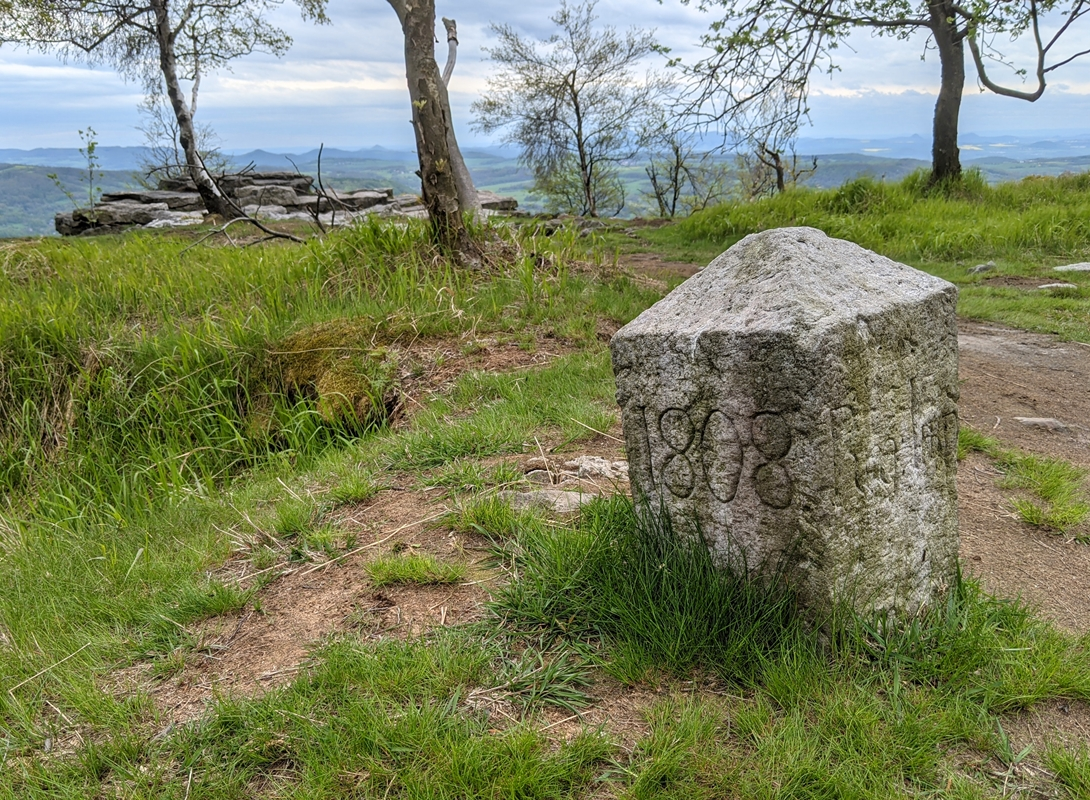
Triangulationsstein von 1808
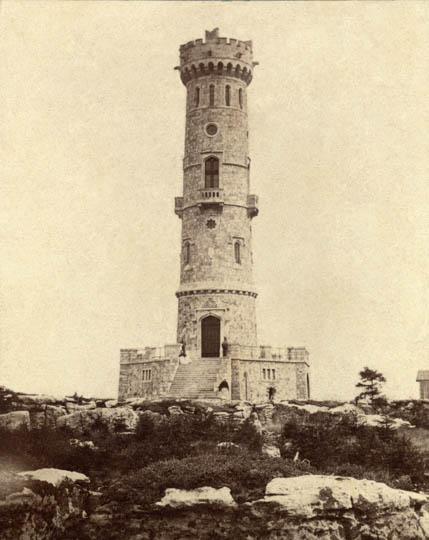
Blick auf den Aussichtsturm, frühe Aufnahme von Hermann Krone (um 1865)
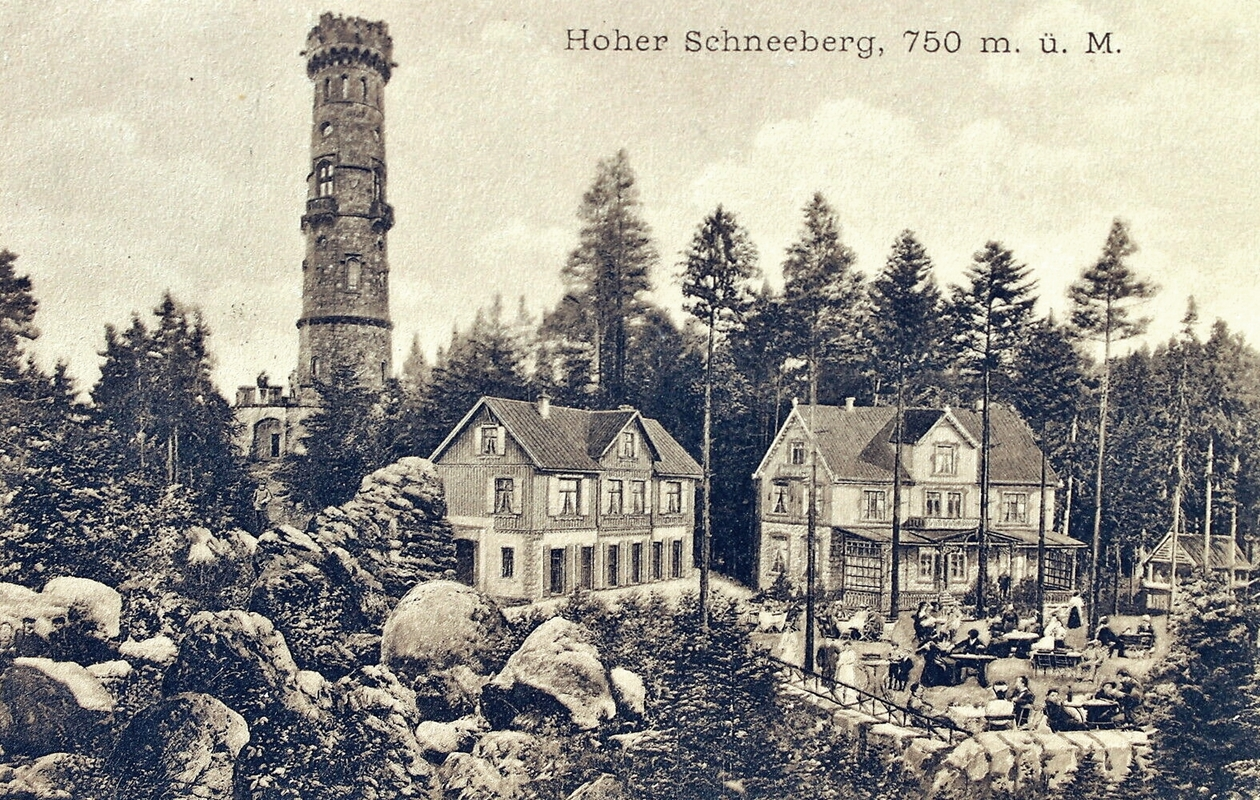
Gebäudebestand mit Turm und Bergbaude (um 1900)
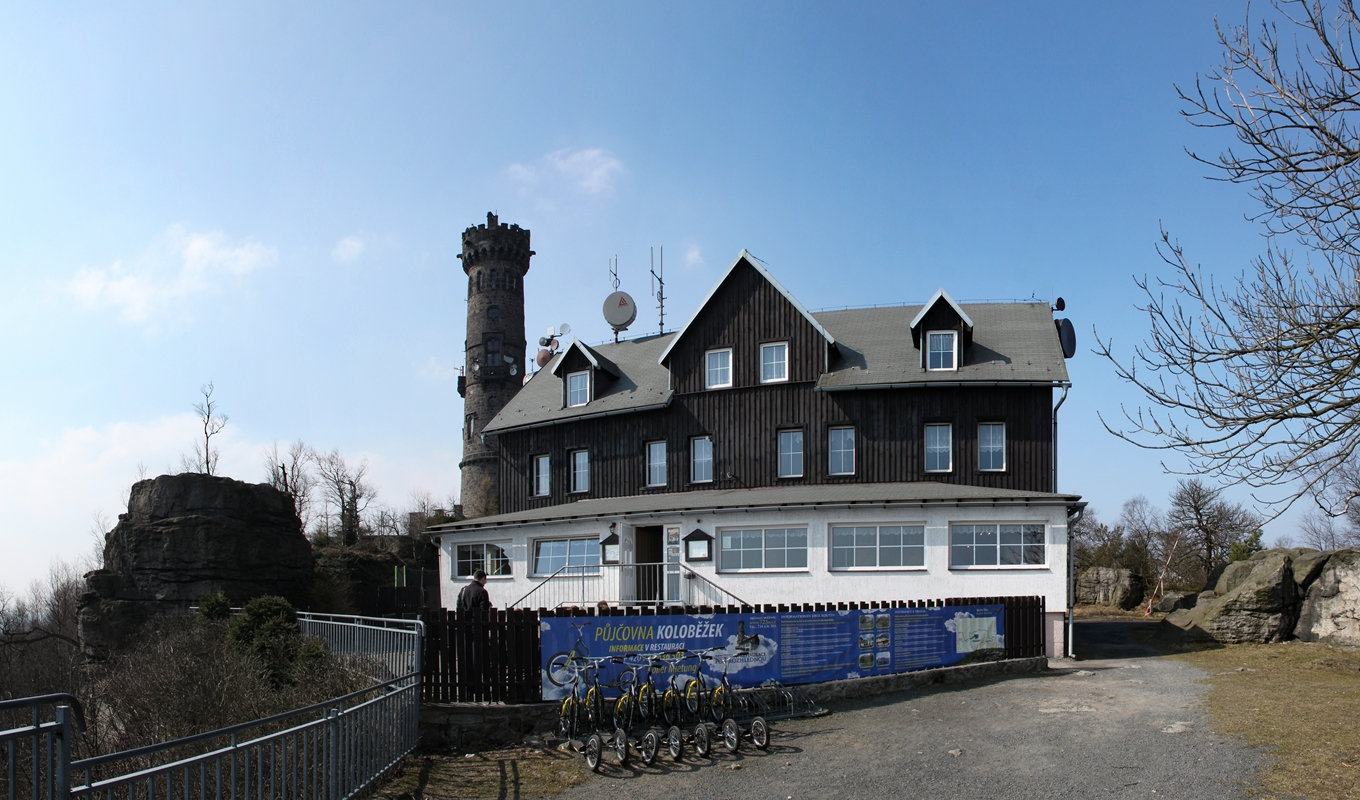
Blick auf die 1999 erbaute neue Bergbaude

## Geologie und Bergbau
Die Kontaktzone des böhmischen Teils vom Elbsandsteingebirge ist durch die auslaufende Mittelsächsische Störung markiert. Sie ist zugleich die Grenze zwischen dem Gneisgebiet des Osterzgebirges und dem Sandstein der Böhmischen Schweiz. Im südlich des gesamten Erzgebirges verlaufenden Egergraben lag der Hauptabschnitt des tektonisch bedingten Vulkanismus in dem Zeitraum zwischen 42 und 18 Ma BP (Millionen Jahren bevor), mit dessen Beginn auch die Hebung der erzgebirgischen Pultscholle einsetzte. Während das Erzgebirge vor etwa 31 bis 26 Ma BP (mittleres Oligozän) letztendlich um 600 bis 800 Meter gehoben wurde, kam die Hebung des Osterzgebirges erst im unteren Miozän zum Abschluss und die benachbarten Sandsteinablagerungen erfuhren diesen vertikalen Transport erst vor etwa 14 bis 10 Ma BP (mittleres Miozän). Daher erreicht dieses Gebiet die größten Höhen des Elbsandsteingebirges mit dem Hohen Schneeberg als höchstem Punkt.
Das Gestein des tafelförmigen Bergkörpers ist ein mittel- bis grobkörniger Quarzsandstein der Jizerá-Formation aus dem mittleren bis oberen Turonium. Am Fuße seiner Steilwände liegen große Mengen von Sand und losen Blöcken, die ihren Ursprung in diluvialen Erosionsvorgängen haben.
Unterhalb des Gipfelplateaus befindet sich am Südhang des Hohen Schneebergs im Bereich der „Unteren Wand“ ein Fluoritvorkommen, dass 1906 vom Geologen Josef Emanuel Hibsch entdeckt wurde. Ein Abbau des Vorkommens setzte jedoch erst nach dem Zweiten Weltkrieg im Zuge der industriellen Entwicklung in der Tschechoslowakei ein. Zwischen 1955 und 1957 erfolgte die Erkundung der Lagerstätte und eine erste probeweise Gewinnung. Ab 1968 erfolgte die Aufnahme des Abbaus. Die Lagerstätte wurde durch mehrere Stollen erschlossen, die Gewinnung selbst erfolgte auf 8 Sohlen. Das Grubengelände umfasste insgesamt eine Fläche von etwa 250 Hektar, die Länge der angelegten Stollen belief sich auf rund 21 Kilometer. Beim Vortrieb der Stollen stießen die Bergleute auf eine Reihe von Pseudokarsthöhlen, die bis zu 150 m lang, 10 m breit und 30 m hoch waren. Die Entstehung dieser Höhlen geht auf Kluftbildungen im Sandstein in Zusammenhang mit der Heraushebung des Erzgebirges im Tertiär zurück. Hydrothermale Lösungen drangen in die großen Klüfte ein und kristallisierten diese mit Fluorit aus. 1993 wurde die Grube am Schneeberg aus wirtschaftlichen Gründen geschlossen. Die Gesamtförderung an Gestein belief sich bis dahin auf rund 200.000 Tonnen, wobei in einzelnen Jahren Förderleistungen von bis zu 12.000 Tonnen erreicht wurden. Das geförderte Gestein wies in der Regel einen Fluoritgehalt von über 90 % auf. Nach Stilllegung der Grube wurden die Grubenzugänge verwahrt. Einzig das Mundloch zum Stollen Nr. 4 blieb erhalten. Es bildet den (nicht öffentlichen) Zugang zu einem etwa 1 km langen Stollenabschnitt, der mehrere der Pseudokarsthöhlen erschließt und seit 1999 als Naturdenkmal geschützt ist.

## Aussicht
Der Děčínský Sněžník bietet aufgrund seiner Höhe und isolierten Lage eine umfassende Aussicht in alle Richtungen. Aussichtsmöglichkeiten bieten sich dabei sowohl vom Aussichtsturm (Schneebergturm) als auch von verschiedenen Stellen am Rand des Gipfelplateaus. Der Blick reicht
- in Richtung Norden/Nordosten: über die ausgedehnten Wälder und Tafelberge der linkselbischen Sächsischen Schweiz bis in Richtung Dresden und Meißen, bekanntester Aussichtspunkt für diese Blickrichtung ist die Drážďanská vyhlídka (Dresdner Aussicht) an der Nordwestecke des Gipfelplateaus,
- in Richtung Süden/Südosten: über Jílové u Děčína und Děčín zur markanten Kuppenlandschaft des Böhmischen Mittelgebirges,
- in Richtung Osten: zu den Gipfeln des Lausitzer Gebirges und zum Jeschkenkamm, wobei bei guten Bedingungen auch der Kamm des Riesengebirges sichtbar ist,
- in Richtung Westen: über die Kammhochfläche des Osterzgebirges.

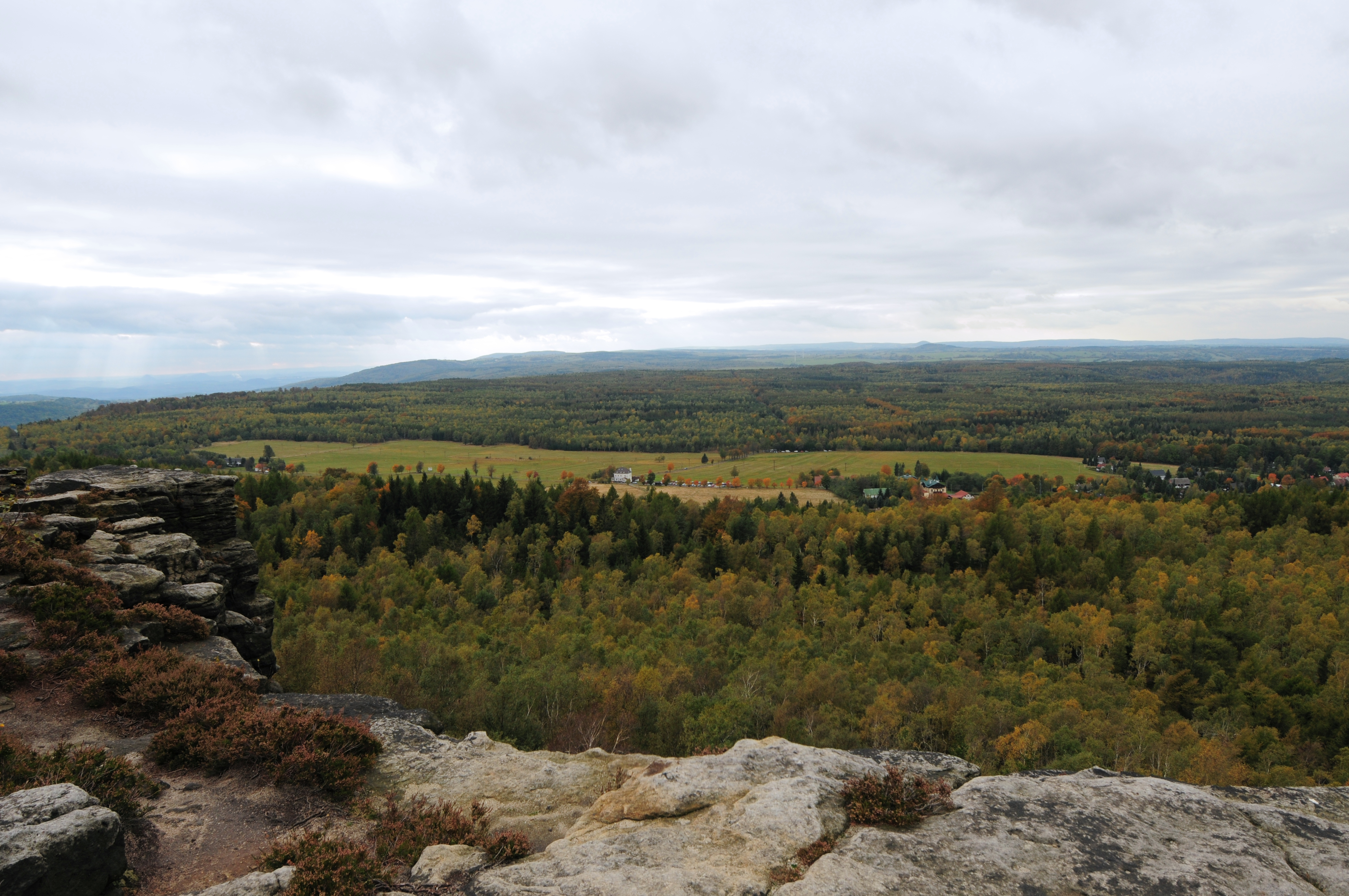
Aussicht in Richtung Westen über das Dorf Sněžník und die Kammhochfläche des Osterzgebirges
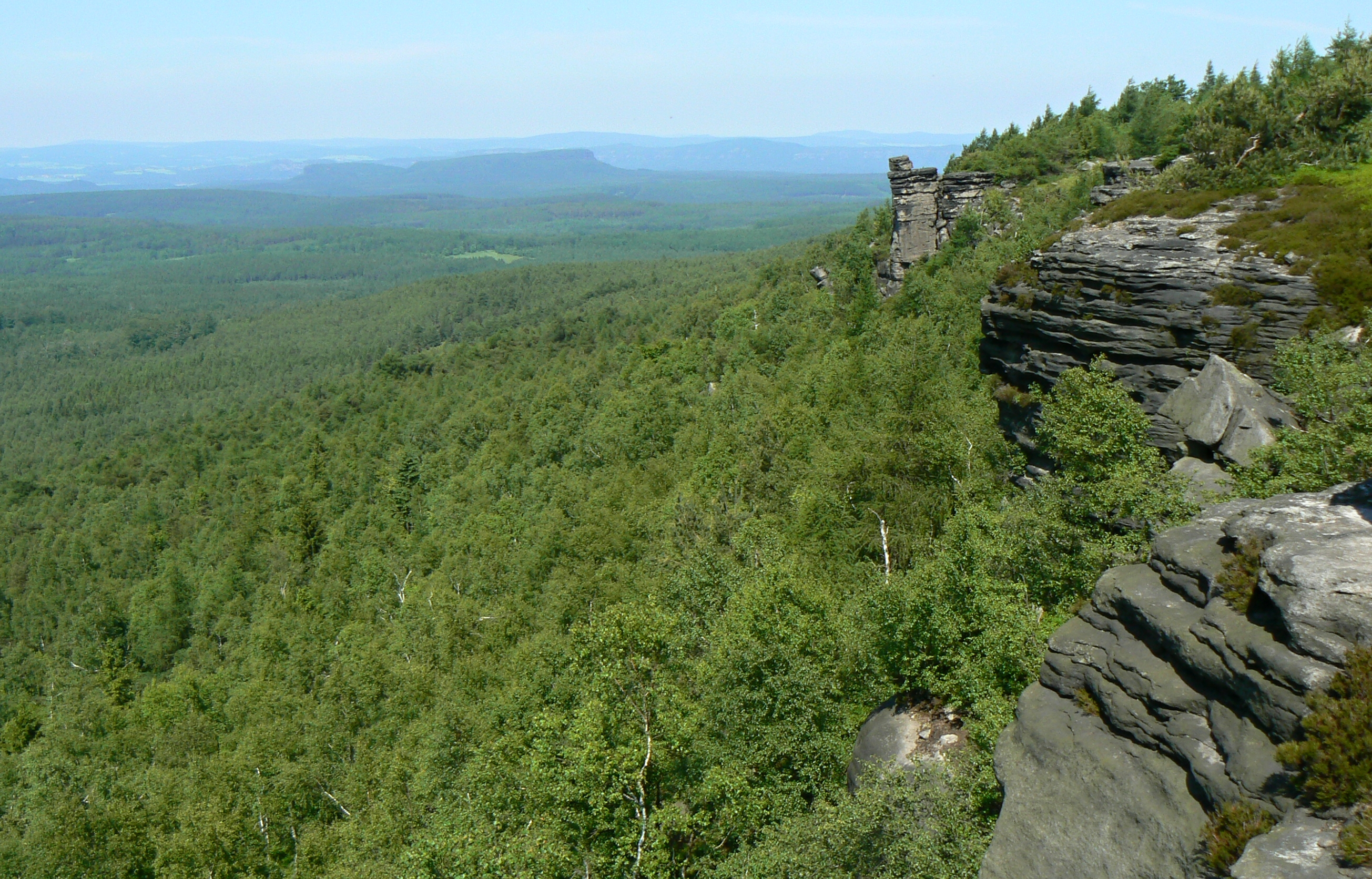
Aussicht in Richtung Nordosten zu den Zschirnsteinen
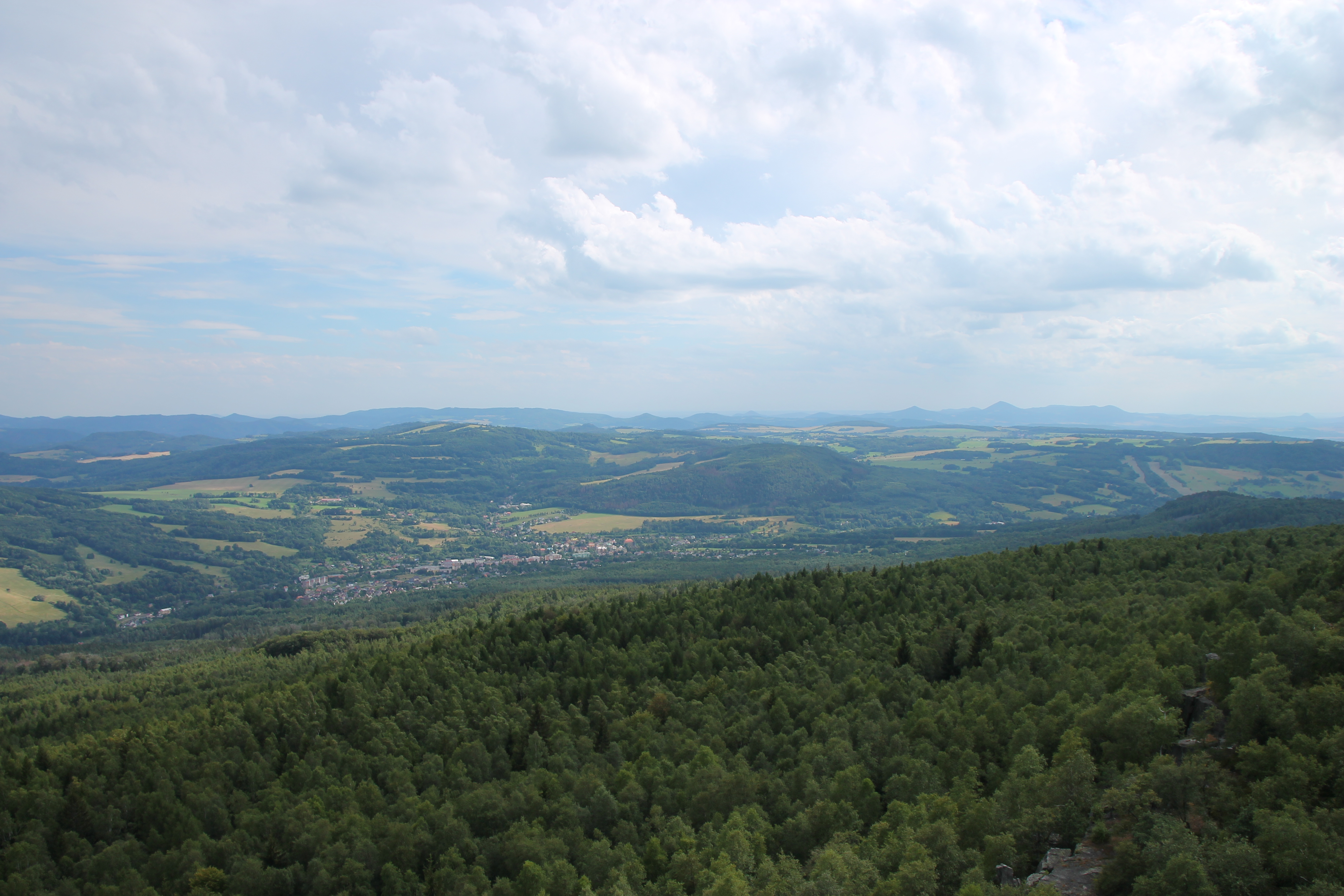
Aussicht in Richtung Südwesten über das Tal des Jílovský potok (Eulabach) zu den Bergen des Böhmischen Mittelgebirges
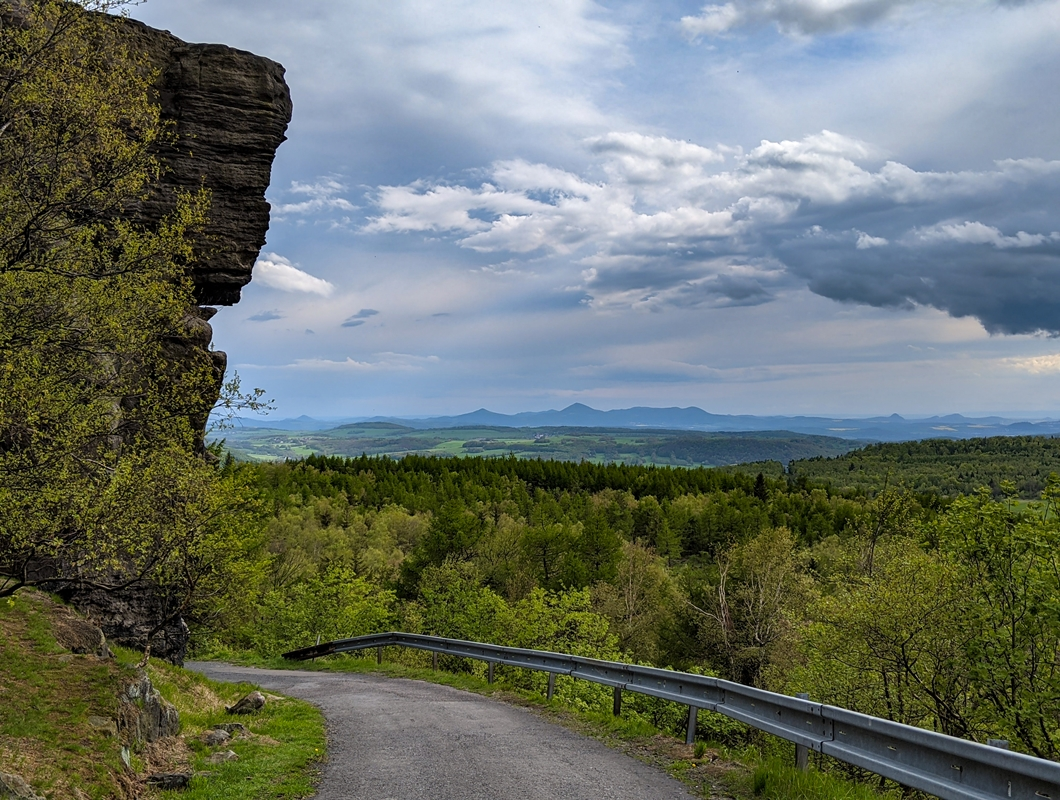
Aussicht vom Fahrweg unweit der „Drážďanská vyhlídka“ (Dresdner Aussicht) in Richtung Südwesten zu den Bergen des Böhmischen Mittelgebirges
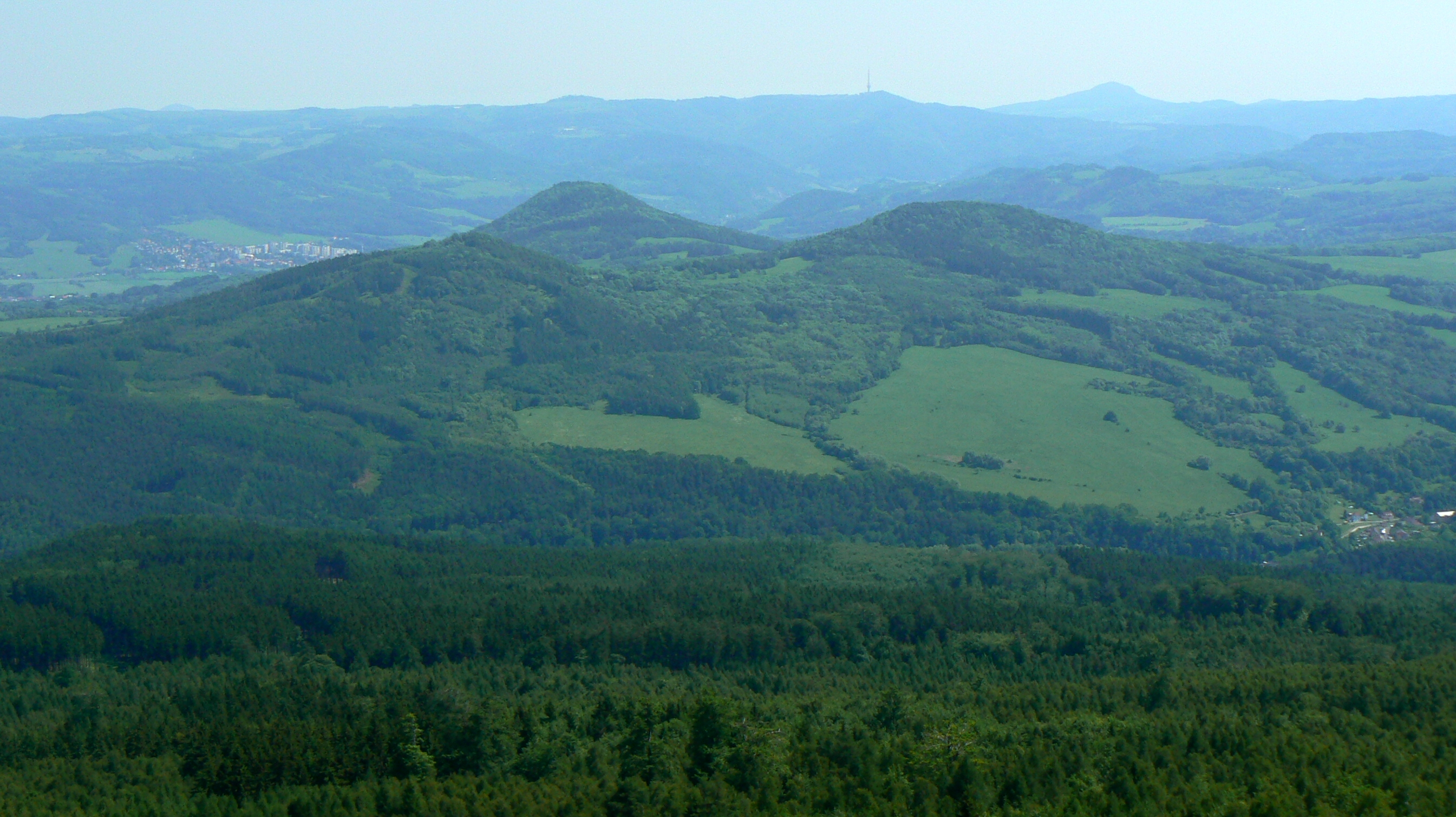
Aussicht in Richtung Südosten zum Fernsehturm auf dem Buková hora (Zinkenstein)
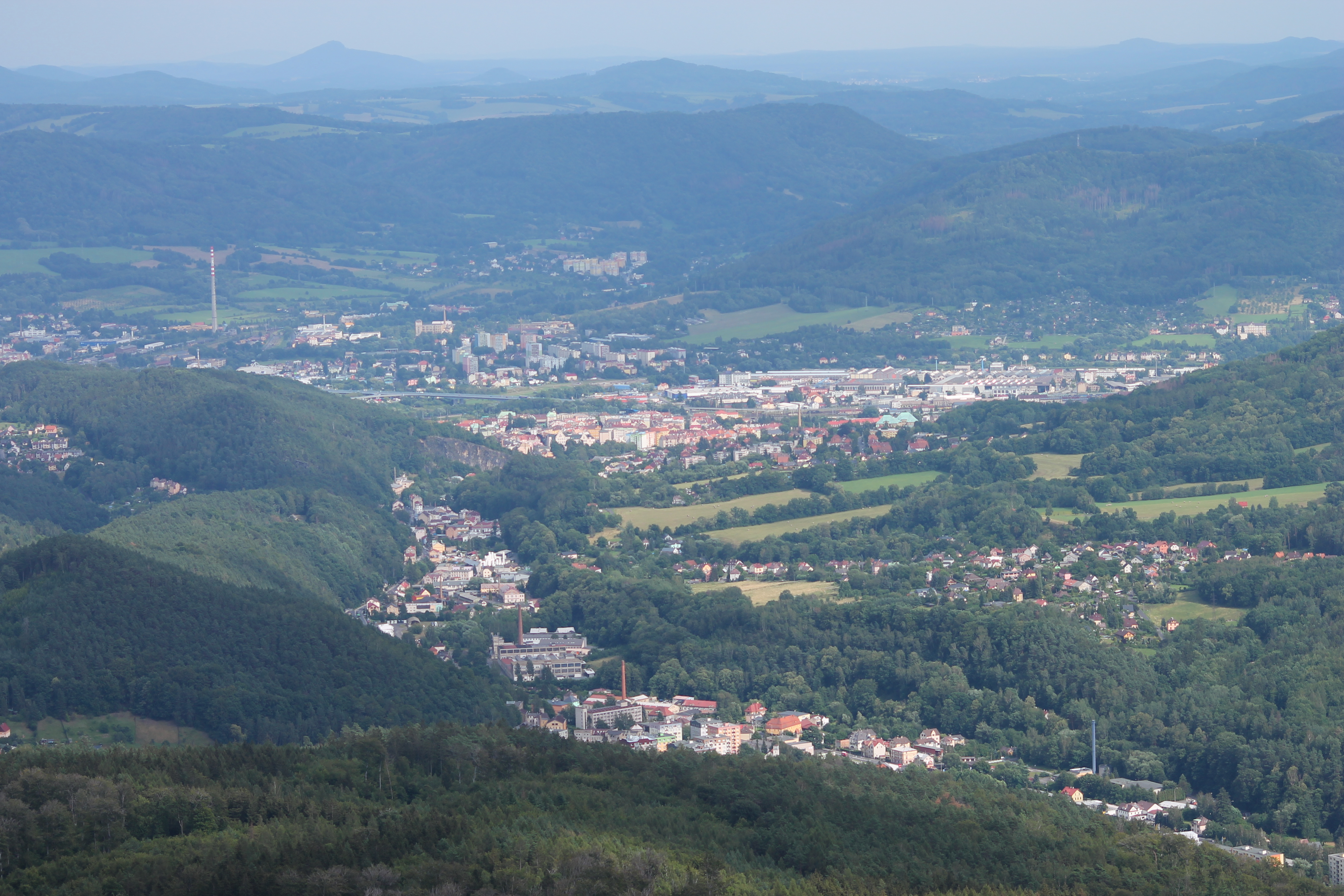
Aussicht in Richtung Südosten auf Děčín im Elbtal

## Wege zum Gipfel

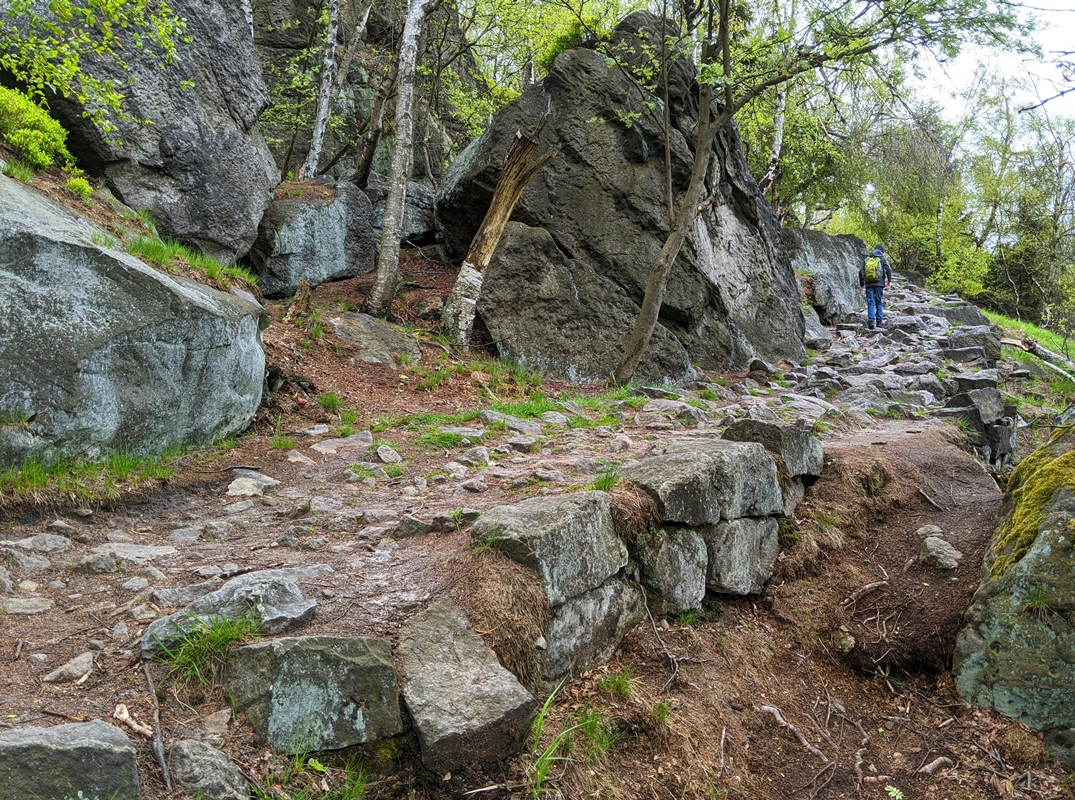
Aufstieg an der Südwestseite des Berges (Europäischer Fernwanderweg E3 und Forststeig Elbsandstein)

Die Steilwände des Gipfelplateaus bieten nur im Nordosten und im Westen Zugänge zum Gipfel. Ausgangspunkte für eine Wanderung auf den Děčínský Sněžník sind der Parkplatz bzw. die Bushaltestelle in Sněžník westlich des Berges sowie der Parkplatz bzw. die Bushaltestelle Kristin Hrádek an der Straße von Sněžník nach Děčín nordöstlich des Berges. Ein beliebter Ausgangspunkt für Wanderer aus Deutschland ist zudem die Gemeinde Rosenthal. Von dort führt der Weg über den Grenzübergang am Eulenthor (Sovi brana) nach Sněžník und weiter zum Gipfel.
- Der Europäische Fernwanderweg E3 (rote Markierung) führt von Sněžník (Schneeberg) über einen felsigen Zugang im Südwesten zum Gipfelplateau, am Turm und der Bergbaude vorbei und über einen Abstieg im Nordosten weiter nach Děčín. In umgekehrter Richtung ist dieser Weg von Kristin Hrádek (Christianenburg) kommend seit 2018 ein Teil des Forststeig Elbsandstein (gelbe Markierung).
- Der Fahrweg zur Bergbaude führt ebenfalls von Sněžník aus auf das Gipfelplateau. Er ist vom Dorf bis zum Fuß der Steilwände identisch mit dem Fernwanderweg E3 bzw. dem Forststeig Elbsandstein, zweigt dann aber ab und erreicht das Gipfelplateau im Nordwesten unweit der Drážďanská vyhlídka (Dresdner Aussicht). Der Fahrweg bietet die Möglichkeit, den Gipfel mit dem Fahrrad zu erreichen. Für private Kfz ist ein Befahren nicht gestattet.

## Kletterfelsen

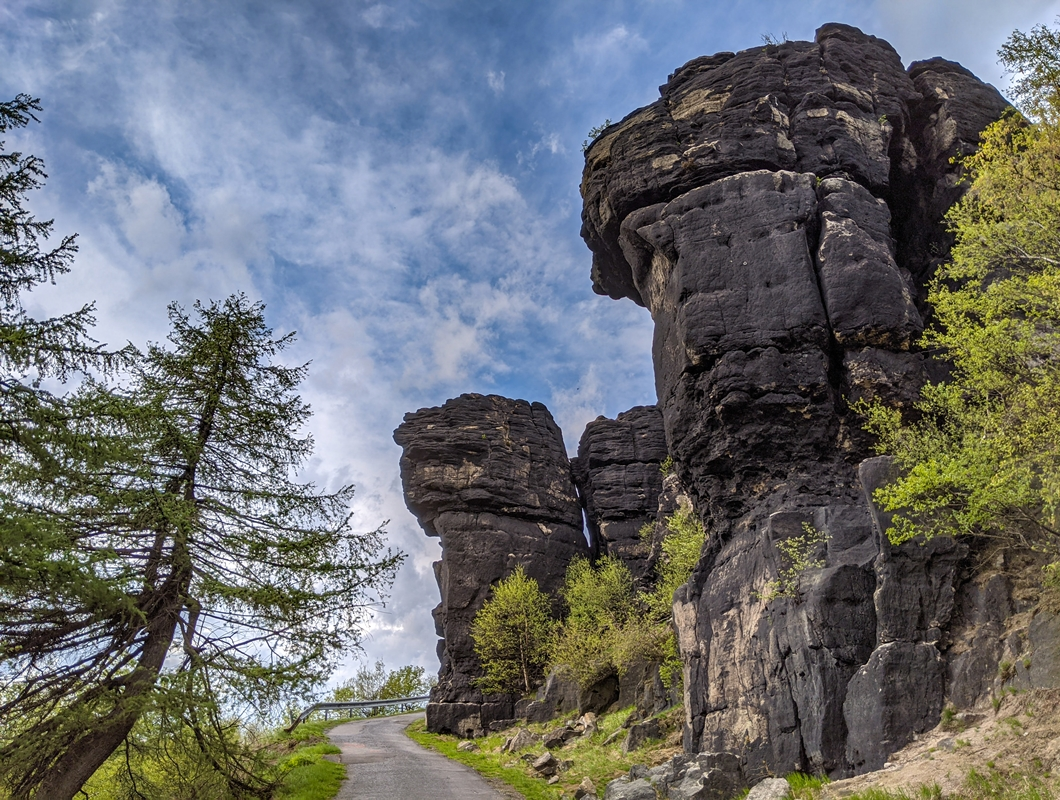
Fahrweg mit den beiden Kletterfelsen „Májová věž“ (Maiturm) und „Jarní“ (Frühlingswand) an der Nordwestecke des Berges

Der Děčínský Sněžník ist ein Klettergebiet der Böhmischen Schweiz. Die Steilwände des Gipfelplateaus bieten an allen Seiten Klettermöglichkeiten an der Wand selbst bzw. an dvor isoliert stehenden Felsen und Felsnadeln. Insgesamt sind ca. 80 Klettergipfel mit zahlreichen Wegen verzeichnet. Bekannte Klettergipfel sind Alter Tantor (Stary tantor), Musikant (Musikant), Asien (Asie), Europa (Evropa) und Tafelturm (Stolová věž). In den letzten Jahren hat sich am Berg zudem das Bouldern etabliert.